# SBB Fb 4/6 371

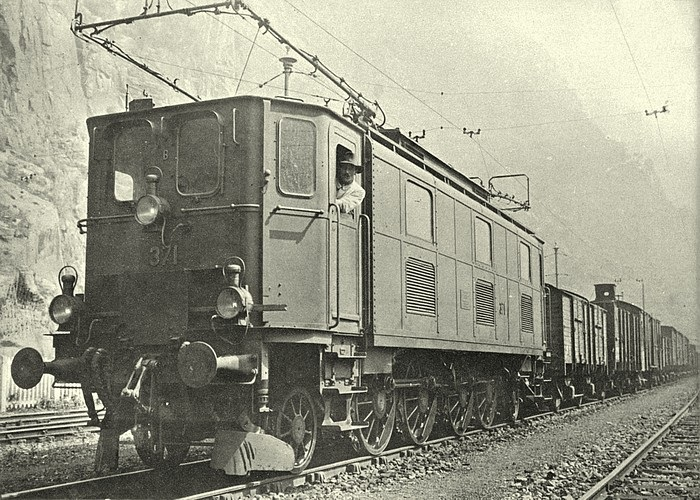
Fb 4/6 371 mit einem Güterzug in Iselle.

1914 konnte mit der 1’D1’-Lokomotive Fb 4/6 Nr. 371 ein neues, leistungsfähiges Triebfahrzeug für den Drehstrombetrieb Brig–Iselle in Betrieb genommen werden, das bei 88 Tonnen Gewicht eine Leistung von 2720 PS (2000 kW) erreichte. Die Lokomotive wurde von Brown, Boveri & Cie. (BBC) vorerst auf eigene Rechnung gebaut und als stärkste Drehstromlokomotive auf der Schweizerische Landesausstellung 1914 in Bern ausgestellt. Am 16. Januar 1915 wurde sie von den SBB übernommen. Sie kann als Probelokomotive für den damals noch vorgesehenen elektrischen Betrieb auf der Steilrampe Domodossola–Iselle betrachtet werden, der jedoch erst später und dann mit hochgespanntem Einphasen-Wechselstrom realisiert wurde.
Der mechanische Teil orientierte sich an den ab 1913 gebauten Elektrolokomotiven für hochgespannten Wechselstrom Ge 4/6 der Rhätischen Bahn und den 1913 gebauten Be 5/7 der Berner Alpenbahn-Gesellschaft Bern–Lötschberg–Simplon. Die äusseren Kuppelachsen waren mit den zugehörigen Laufachsen zu einem Lenkgestell vereinigt. Die beiden grossen Fahrmotoren waren auf Gestellen hoch über dem Rahmen gelagert und reichten bis unter das Dach. Im Gegensatz zu den vorhergehenden Konstruktionen waren die Motoren nicht direkt gekuppelt. Von den Kurbeln der Motoren führten schräge Triebstangen zur Mitte der waagrechten Kuppelstange, die sämtliche Kuppelachsen verband. Das V-förmige Triebwerk verursachte zerstörerische Schüttelschwingungen und musste mit einer Kuppelstange zwischen den beiden Motorkurbeln zu einem Dreieck ergänzt werden. Der ursprünglichen Höchstgeschwindigkeit von 75 km/h war das schwere Triebwerk nicht gewachsen. Die Geschwindigkeit musste 1920 auf 60 km/h reduziert werden, was den Einsatz auf Güterzüge beschränkte, und die Maschine erhielt die Bezeichnung Ce 4/6.
Die vier Geschwindigkeitsstufen wurden durch Kaskaden- und Polumschaltung erzielt. Bei den geringeren Geschwindigkeiten von 28 und 37 km/h arbeiteten die beiden Motoren in Kaskade, bei den höheren von 56 und 74 km/h mit acht oder sechs Polen direkt an der Fahrleitung. Das Anfahren erfolgte über Widerstände, die aus Metallbändern bestanden und über den Fahrmotoren im Dach untergebracht waren. Das Zu- und Abschalten der Widerstände wurde über ein mit Servomotor angetriebenes Schaltwerk vorgenommen, das nötigenfalls auch von Hand bedient werden konnte.